# مانوئل تورچی
مانوئل تورچی (انگلیسی: Manuel Turchi؛ زادهٔ ۲۷ ژانویهٔ ۱۹۸۱) بازیکن فوتبال اهل ایتالیا است.
از باشگاه‌هایی که در آن بازی کرده‌است می‌توان به باشگاه فوتبال پادوا، باشگاه فوتبال ویرتوس لانچانو، باشگاه فوتبال آ.اس. رم، و باشگاه فوتبال دلفینو پسکارا اشاره کرد.